# Хвищанское сельское поселение
Хвищанское се́льское поселе́ние — сельское поселение в Кировском районе Приморского края.
Административный центр — село Хвищанка.

## География
Расположено в 67 км от районного центра пгт. Кировский в северо-восточной части Кировского муниципального района.
Поселение расположено на площади 28,8 кв.км.
Рельеф — горно-равнинный, основные высоты до 1000 м. Средняя температура воздуха: летом + 28 °C, зимой −40 °C. С двух сторон село окружено сопками — территория уссурийской тайги (кедрово-широколиственные леса).
На территории поселения произрастают растения, занесённые в Красную книгу: маньчжурский кедр, ясень, пихта, маньчжурский орех, женьшень; звери: тигр уссурийский, рысь.

## История
Хвищанское сельское поселение образовано в 1907 году.
Статус и границы сельского поселения установлены Законом Приморского края от 29 декабря 2004 года № 215-КЗ «О Кировском муниципальном районе»

## Население
| 2005 | 2010 | 2011 | 2012 | 2013 | 2014 | 2015 |
| ---- | ---- | ---- | ---- | ---- | ---- | ---- |
| 297  | ↘213 | ↘211 | ↘202 | ↘196 | ↘189 | ↗190 |
| 2016 | 2017 | 2018 | 2019 | 2020 | 2021 |      |
| ↘167 | ↘165 | ↘158 | ↘147 | ↘142 | ↗145 |      |

Население занято в лесной промышленности, основная часть жителей — пенсионеры.

## Состав сельского поселения
В состав сельского поселения входит один населённый пункт — село Хвищанка.

## Местное самоуправление
Администрация
Адрес: 692088, с. Хвищанка, ул. Петровская, 22. Телефон: 8(42354) 29-3-31
Глава администрации
- Попова Светлана Борисовна